# وليمزيت

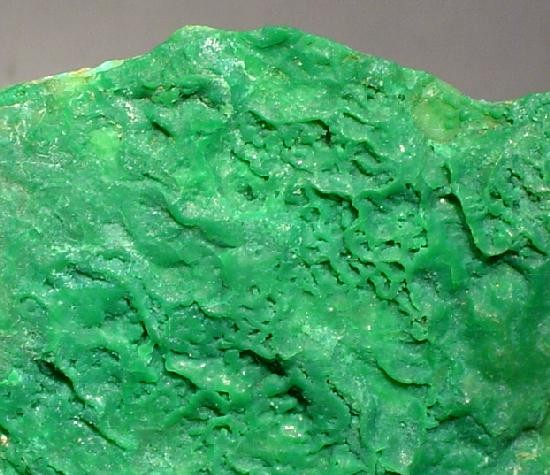
وليمزيت

وليمزيت هو معدن من معادن النيكل السيليكاتية النادرة؛ ويتبلور وفق نظام بلوري أحادي الميل؛ ويوجد عادة على هيئة بلورات كتلية خضراء.
وصف هذا المعدن أول مرة سنة 1968، وأطلقت عليه هذه التسمية نسبةً إلى عالم الجيولوجيا جنوب الإفريقي يوهانس وليمز Johannes Willemse.